# Dière de Dièreville
Marin Dières, couramment appelé Dierville ou Dière de Dièreville (floruit 1699-1711), est un chirurgien et écrivain français. Les historiens ne connaissent presque rien de sa vie, si ce n'est qu'il est l'auteur d’un récit de voyage en Acadie très populaire. Il est d'ailleurs le premier à utiliser le mot Acadien à l'écrit. Il a aussi complété un herbier, et le genre d'arbuste Diervilla porte son nom.

## Origines incertaines
L'année 1670 est parfois présentée comme celle de sa naissance mais n'est qu'une approximation. Il n'existe aucune preuve qu'il soit né à Pont-l'Évêque, même si la plupart des historiens mentionnent ce lieu. Il possède toutefois une propriété près de Reux, dans les environs de Pont-l'Évêque, et son biographe Jacques Rousseau croit que ce pourrait ne fait être son lieu de naissance. Il existe deux versions de patronyme, Diereville ou Dière de Dièreville. Jacques Rousseau affirme que son prénom est inconnu, quoique qu'un dictionnaire mentionne l'initiale N., sans preuves à l'appui. Un monument de Pont-l'Évêque mentionne toutefois le nom de Marin Dières, et ce nom est utilisé dans certaines sources. Le patronyme Dièreville existe de toute à l'époque, et on en retrouve des mentions à Pont-l'Évêque, Honfleur et Touques. On sait que Dière de Dièreville a trois frères, et il se peut qu'il soit le frère ou du moins un membre de la famille de Pière Dière, secrétaire particulier de Michel Bégon, intendant à La Rochelle. Avant 1699, Dière de Dièreville semble étudier la chirurgie à l'Hôtel-Dieu de Paris.

## Voyage en Acadie

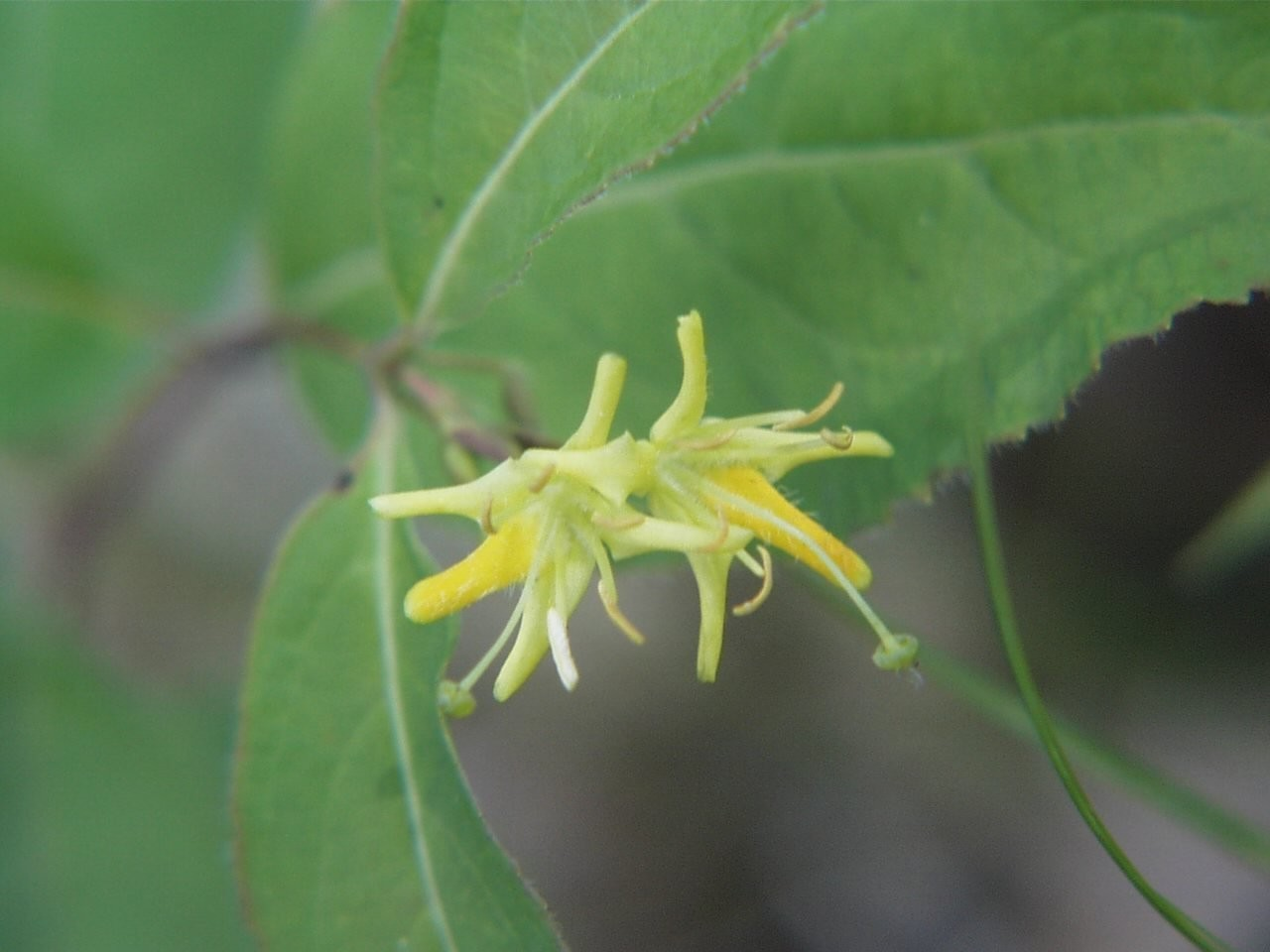
Les fleurs d'un buisson de Diervilla lonicera.

Le 20 août 1699, Dière de Dièreville embarque sur la Royale Paix à La Rochelle pour faire du commerce à Port-Royal en Acadie. Il a le titre de subrécargue, c'est-à-dire responsable de la cargaison. Il arrive à destination le 13 octobre suivant. Durant un an, il se renseigne sur la région, les Acadiens et les Amérindiens. Il a aussi pour mission de rapporter des plantes à Paris, au Jardin royal des plantes médicinales, l'actuel Muséum national d'histoire naturelle. Il complète un herbier, dont il reste 25 spécimens au Muséum. Le 6 octobre 1700, il prend un bateau pour revenir en France, qu'il atteint le 9 novembre suivant. Il publie quelques poèmes dans le Mercure gallant avant 1701. Il devient chirurgien à l'hospice de Pont-l'Évêque le 21 décembre 1701 et on sait qu'il occupe toujours ce poste le 10 avril 1711. Les plantes qu'il rapporte servent à leur description par Joseph Pitton de Tournefort en 1706. Ce dernier nomme en fait le genre Diervilla en son honneur.

## Récit de voyage
Michel Bégon propose à Dière de Dièreville d'écrire un récit en vers sur son voyage en Acadie. Ses amis n'approuvent pas le texte et il finit par sacrifier 5000 vers pour n'en garder que 2529. Le texte est publié à Rouen en 1708 sous le titre Relation du voyage du Port Royal de l’Acadie, ou de la Nouvelle France.
Il y décrit la vie à bord du navire puis dans la colonie. Sa description de la cuisine des Amérindiens et des Acadiens en fait la première œuvre gastronomique importante de l'histoire du Canada. De plus, il est le premier à utiliser à l'écrit le mot « Acadien », dans le sens d'un habitant de l'Acadie. 
En 1985, la Société historique acadienne publie une nouvelle édition du récit de voyage de Dière de Dièreville, avec une introduction et des annotations de Melvin Gallant. Ce texte, sans être très original, constitue, selon John A. Dickinson, un témoignage « très perspicace » sur l'Acadie du tournant du XVIIIe siècle.

## Œuvre
- Sieur de Diéreville, Relation du voyage du Port-Royal de l'Acadie, ou de la Nouvelle-France, Rouen, 1708 (lire en ligne)

## Pour approfondir